# Falko Warmt
Falko Warmt (* 8. Dezember 1938 in Gera) ist ein deutscher bildender Künstler. Er erarbeitet als Bildhauer, Maler, Zeichner und Grafiker gestische figürliche Kompositionen.

## Leben
In Gera geboren, verbrachte er seine Kindheit in Weimar. 1955 begann er mit ersten autodidaktischen Malversuchen. Von 1961 bis 1963 war er Schüler von Otto Müller in Halle (Saale). Es folgte eine Ausbildung zum chemischen Ingenieur in Halle, die er 1963 abschloss. 1978 gab er seinen erlernten Beruf auf. Er lebt seit 1978 in Berlin als freischaffender Künstler, blieb aber künstlerischer Autodidakt. Er war bis 1990 Mitglied des Verbands Bildender Künstler der DDR.  Er hatte in der DDR und im Ausland eine bedeutende Zahl von Einzelausstellungen und Ausstellungsbeteiligungen, u. a. 1977/1978 an der VIII. Kunstausstellung der DDR in Dresden.
Ab 1988 hielt er sich mehrfach in Frankfurt am Main  und in London, wo er mit A.R. Penck zusammentraf. Um 1990 begann er mit großformatigen Materialbildern aus Japanpapier und aus Materialcollagen gefertigte Metamorphosenbilder. 1990 bis 1995 hielt er sich zu Studienaufenthalten mehrfach in Südafrika auf und lebte zeitweise in Kapstadt. 2000 begann er die Öl- und Materialbiderserie Argos und Janusköpfe in Form von Eisenplastiken und ebenfalls die Serie „Flexman“. 2003 schuf Falko Warmt die großformatige Bildserie „P.S. Eilbriefe“. 2008 Arbeiten unter Verwendung von Runen und anderen Zeichen sowie einer Vielzahl von Hesperiden-Zeichnungen. 2012 folgte die künstlerische Auseinandersetzung der Poetik des Waldes in Verbindung mit der Natur sowie mit Fundstücken gestaltete Eisenplastiken.

## Ausstellungen
- 1974  Winckelmann-Museum, Stendal
- 1974  Galerie Blank in West-Berlin
- 1975  Wilmersdorfer Kneipen Galerie, West-Berlin
- 1975  Jazz & Art Galerie, Gelsenkirchen
- 1977  Bunte Stube Ahrenshoop
- 1979  Friedrichshagener Bilderkeipe, Berlin
- 1980  Galerie am Hansering, Halle/Saale
- 1980  Galerie Junge Künstler in HdjT, Berlin
- 1980  Galerie im Cranachhaus, Weimar
- 1984  Vytavni Sin, Prag
- 1986  Jugendclub "Schaufenster", Berlin
- 1987  Galerie Unter den Linden, Berlin
- 1987  Kunst bei Kauz/Alice Baumann, Berlin
- 1988  Galerie Frank Hänel, Frankfurt/Main
- 1988  Galerie E. Jürgens, Frankfurt/Main
- 1988  Galerie Merz, Köln
- 1988  Kulturzentrum Oberursel
- 1989  Galerie im Speicher, Stralsund
- 1989  Galerie Frank Hänel, Frankfurt/Main
- 1990  Maeder Galerie, Berlin
- 1991  Kunsthandlung Maeder-Art Cologne, Köln
- 1991  Galerie Berlin, Berlin
- 1992  Maeder Galerie, Berlin
- 1992  Kunsthandlung Maeder-Art Cologne, Köln
- 1993  Galerie Etage Urbanhof, Berlin
- 1994  Galerie Strausberger Platz, Berlin
- 1998  Galerie Ostowar, Berlin
- 2001  Galerie Gesellschaft, Berlin
- 2002  Galerie Gesellschaft, Berlin
- 2003  Kunsthandel Lehr, Berlin
- 2004  Jazz & Art Galerie, Gelsenkirchen
- 2005  Zehnder International, Berlin
- 2005  Galerie Gesellschaft, Berlin
- 2005  Kunstsammlung Maxhütte (Beteiligung), Erfurt
- 2005  Ausstellungshaus Brasilia, „Além do Muro – Jenseits der Mauer“.
- 2006  Arbeiten auf Papier (Beteiligung), Frankfurt/Oder
- 2007  Saale Galerie, Saalfeld
- 2008  Frankfurt/Oder, IHP Technologiepark
- 2008  Berlin, Galerie Gesellschaft
- 2008  Berlin, Galerie Festl & Maas; in der Villa Köppe, Berlin
- 2009  Reutlingen, Galerie Festl & Maas
- 2009  Berlin, Galerie Festl & Maas; in der Villa Köppe, Berlin (Beteiligung)
- 2010  Tendenz abstrakt, (Beteiligung) Museum Junge Kunst Frankfurt/Oder
- 2010  Galerie Gesellschaft, Berlin – Falko Warmt - „Achtung! Von Argos bis Hesperiden“.
- 2010  Willi Sitte Galerie, Merseburg – „Mythos und Kunst. Kassandra auf dem Forum“.
- 2011  Galerie Ohse, Bremen – Kreuz + Kreuzigung.
- 2011  BMW Stiftung, Berlin: Falko Warmt - „Argos und Schwebende“ - Materialbilder und Zeichnungen.
- 2011  Kunstsammlung Francisco Chagas Freitas, Brasilien, Brasilia, Künstler der Sammlung u. a. mit Falko Warmt
- 2011  Alexianer – Hedwigshöhe – Klinik für Psychiatrie, Kunstausstellung Falko Warmt. Materialbilder, Zeichnungen und Plastiken
- 2011  Villa Köppe. Galerie für moderne und zeitgenössische Kunst, Berlin, Falko Warmt – Materialbilder und Plastiken
- 2011  K-Salon, Berlin, In der Schwebe. Katrin Peters/Falko Warmt.
- 2011  Galerie Döbele, Berlin, „Von Angesicht zu Angesicht“,
- 2012  Galerie Gesellschaft, Berlin, „Köpfe“ – Zeichnung – Malerei – Plastik;
- 2012  „LOSITO“ Kunstpreis.
- 2012  Galerie Gesellschaft, Berlin. „Falko Warmt – Restwelten. Neue Materialbilder und Plastiken“.
- 2013  Museum Junge Kunst, Frankfurt/Oder, „Die Kunst der Zeichnung – Handzeichnungen aus der Sammlung des MJK aus dem Zeitraum von 1944 bis zur Gegenwart“.
- 2013  Helios Klinikum (Berlin-Buch), Falko Warmt - "Restwelten". Materialbilder, Zeichnungen und Plastiken.
- 2013/2014  Kunsthandel Dr. Wilfried Karger, Falko Warmt "Refugium". Assemblagen, Materialbilder, Zeichnungen.
- 2014  Museu Nacional dos correios convida para a abertura da exposição, A Arte que Permanece - Coleção Chagas Freitas, Brasilia, Brasilien,
- 2014 Anlässlich der Fußballweltmeisterschaft in Brasilien 2014 wird die Ausstellung "A Arte que Permanece" in Rio de Janeiro vom 28. Mai 2014 bis 20. Juli 2014 im Museum Centro Cultural dos Correios in Rio de Janeiro präsentiert: A Arte que Permanece - Coleção Chagas Freitas, Rio de Janeiro Brasilien

## Öffentliche Sammlungen mit Werken Warmts (unvollständig)
- Berlin: Kupferstichkabinett
- Berlin: Stadtmuseum Berlin
- Frankfurt/Oder: Brandenburgisches Landesmuseum für moderne Kunst (vormals Museum Junge Kunst)
- Leipzig: Museum der bildenden Künste
- Molsdorf: Schlossmuseum Molsdorf
- Potsdam: Stiftung Preußische Schlösser und Gärten Berlin-Brandenburg
- Schwerin: Staatliches Museum Schwerin
- Stendal: Winckelmann Museum
- Unterwellenborn: Kunstsammlung Maxhütte